# Mariah Bocoum
Mariah Bocoum, née le 6 février 1973 à Bamako, est un mannequin puis une styliste malienne.

## Biographie
Née le 6 février 1973  à Bamako au Mali au sein d'une famille peule  de sept enfants, d’une mère sage-femme et d’un père diplomate. Elle est la sœur aînée de la chanteuse Inna Modja. Elle commence adolescente une carrière de mannequin.
Le métier de son père la conduit à voyager en Afrique de l’Ouest. Elle effectue des défilés pour le styliste Seydou Doumbia, plus connu sous le nom de Chris Seydou. « À 17 ans, j’étais l’une de ses égéries au Mali ».
En 1991, elle est première dauphine de Miss ORTM, et elle reçoit la même année le Prix Top Model. À 21 ans, elle s’installe en France pour suivre un cycle d’études de culture et de communication à l’université de Nancy, puis opte pour une formation  en esthétique à Paris.
Elle revient ensuite dans son pays natal, et y ouvre dans un premier temps un institut de beauté. Puis en 2010, elle crée une marque de couture,  Les Péchés Mignons . Son atelier du quartier de l’Hippodrome devient  un des principaux espaces  créatifs de mode et de couture de Bamako. Elle présente ses créations à différentes manifestations, notamment au Dakar Fashion Week,,,, au Festival international de la mode africaine (FIMA),, à la Black Fashion Week, à Paris, au Marché des Arts du Spectacle Africain (MASA) à Abidjan,, ou encore au Festival de la Mode et du Mannequinat Africain 
(FESMMA) de Cotonou.
Dans ses créations, elle utilise notamment les matières traditionnelles comme le bogolan, le bazin, le wax, juxtaposées avec d’autres tissus, et leur donne une dimension plus universelle. Elle apprécie notamment l’usage du bogolan. « J’essaie d’innover, je change les motifs pour que les jeunes apprécient le bogolan », indique-t-elle. Elle tient également à mettre en exergue le coton malien.